# Miroslav Šašek
Miroslav Šašek (Praga; 16 de noviembre de 1916-Wettingen; 28 de mayo de 1980) fue un escritor, ilustrador, pintor, arquitecto y viajero de origen checo, conocido especialmente por la serie de libros juveniles de viajes titulada Esto es... (This is...). Solía firmar sus libros como "M. Šašek".

## Biografía
Miroslav Šašek nació el 16 de noviembre de 1916 en el distrito praguense de Žižkov, en el seno de una familia humilde dedicada a la molinería. Su familia operaba el molino Lucký mlýn en Chodovlice, en el noroeste de Bohemia. Su padre también trabajaba como agente de seguros en Sedlčany. Su padre falleció en 1926, tras lo cual, el joven Šašek se trasladó con su madre a Praga. De joven quería ser pintor, pero sus padres no apoyaron su vocación y tuvo que estudiar arquitectura sin aparente vocación. Se graduó en Arquitectura por la Universidad Técnica Checa y completó su formación estudiando dibujo y pintura con el paisajista checo Otakar Blažíček. Después de completar con éxito sus estudios, realizó dibujos para periódicos e ilustró un gran número de libros infantiles, además de diseñar marionetas en colaboración con su primera esposa, Jindřiška. En sus horas libres, volaba con planeadores desde las montañas de Bohemia, viajó y estudió múltiples idiomas. A finales de los años 30 ya había visitado gran parte de Europa occidental y meridional, así como el norte de África, trabajando como guía para la sucursal checa de la Compagnie Internationale des Wagons-Lits.
Durante la ocupación nazi de Checoslovaquia iniciada en 1939, los datos sobre la biografía de Šašek son únicamente parciales, pero lo más probable es que, como muchos otros jóvenes checos durante el gobierno del protectorado nazi, se libró del reclutamiento militar a cambio de ser sometidos a trabajos forzados.
En 1947 se trasladó a París con su mujer para estudiar en la Escuela Nacional Superior de Bellas Artes de París. Se ganó la vida como artista gráfico trabajando como ilustrador para diversas editoriales checas y parcialmente como arquitecto.
Tras el golpe de Estado de 1948 en Checoslovaquia, uno de sus editores fue arrestado y condenado a diez años de prisión, lo que convenció a Šašek, que inicialmente no estaba lejos de las posturas de los nuevos miembros del gobierno checo, de no regresar a Praga. Prefirió no solicitar la ciudadanía en ningún lugar después de dejar Checoslovaquia.
A partir de 1951 trabajó en la sección checa de Radio Free Europe en Munich, tanto de locutor con el alias de "Setvin", transmitiendo información sobre la vida detrás de la Cortina de Hierro de la Guerra Fría, como ilustrando panfletos que fueron lanzados en territorio checo mediante un globo aerostático.
En 1957 regresó a París, donde comenzó a trabajar en una guía ilustrada para niños de esa ciudad, titulada Esto es París y publicada finalmente por la editorial W. H. Allen & Co en 1959. El libro le generó reconocimiento por parte del público y la crítica. Describió el libro como: "Quería pintar París de una manera completamente diferente... París, como es realmente. Como lo vi cuando vine por primera vez, y también como lo veo ahora."
Sucesivamente fue realizando libros similares sobre Londres (también 1959), Roma (1960), Nueva York (1960), Edimburgo (1961), Múnich (1961), Venecia (1961), San Francisco (1962), Israel (1962), Cabo Cañaveral (1963), Irlanda (1964), Hong Kong (1965), Grecia (1966), Texas (1967), las Naciones Unidas (1968), Washington D. C. (1969), Australia (1970) y la Gran Bretaña histórica (1974). En total realizó 18 libros de la colección.
Durante 15 años, Šašek viajó por el mundo con la misión de escribir sus libros. El estilo gráfico de sus libros se basa en frases y hechos sencillos acompañados de dibujos grandes y coloridos llenos de vida, con humor pero a la vez comprometido con la atmósfera de los lugares que representaba y la vida de sus habitantes. Sus ilustraciones incluso tocan e incluyen observaciones de circunstancias políticas o culturales, como la representación de las poblaciones árabes y judías en Esto es Israel.
Los libros de la serie Esto es... ganaron un gran número de premios a lo largo de los años, incluyendo el premio al mejor libro infantil ilustrado del año, organizado por el periódico The New York Times, por Esto es Londres en 1959 y Esto es Nueva York en 1960. Su obra mereció una entrada en la Lista de Honor de la Organización Internacional para el Libro Juvenil (IBBY) en 1979. Sus libros han sido traducidos a multitud de idiomas: francés, alemán, italiano, español, gallego, portugués, finlandés, coreano o japonés.
Además de su trabajo como escritor e ilustrador, Miroslav Šašek se dedicó a la pintura a lo largo de su vida.
Miroslav Šašek falleció de un infarto agudo de miocardio mientras visitaba a su hermana en la comuna suiza de Wettingen el 28 de mayo de 1980.
En 2011 se creó la Fundación Šašek en Praga.